# Boško Jovanetić
Boško Jovanetić (Servisch: Бошко Јованетић) (Užice, 30 augustus 1973) is een Servisch voormalig voetbalscheidsrechter. Hij was in dienst van FIFA en UEFA tussen 2008 en 2014. Ook leidde hij wedstrijden in de Superliga.
Op 23 juli 2008 leidde Jovanetić zijn eerste wedstrijd in Europees verband tijdens een duel tussen Levadia Tallinn en Drogheda United in de eerste voorronde van de Champions League; het eindigde in 0–1 voor de uitploeg en de Servische leidsman gaf vijf gele kaarten, waarvan twee aan dezelfde speler, die het veld dus moest verlaten. Zijn eerste interland floot hij op 11 augustus 2010, toen Montenegro met 2–0 won van Noord-Ierland door twee doelpunten van Radomir Đalović. Tijdens dit duel gaf Jovanetić vier gele kaarten.

## Interlands
| Datum            | Plaats                | Wedstrijd                  | Uitslag | Competitie           | Kreeg geel | Kreeg voor de tweede keer geel en dus rood | Weggestuurd |
| ---------------- | --------------------- | -------------------------- | ------- | -------------------- | ---------- | ------------------------------------------ | ----------- |
| 11 augustus 2010 | Podgorica, Montenegro | Montenegro – Noord-Ierland | 2 – 0   | Vriendschappelijk    | 4          | 0                                          | 0           |
| 6 september 2011 | Reykjavik, IJsland    | IJsland – Cyprus           | 1 – 0   | EK 2012 kwalificatie | 5          | 0                                          | 0           |